# Rino Tirikatene

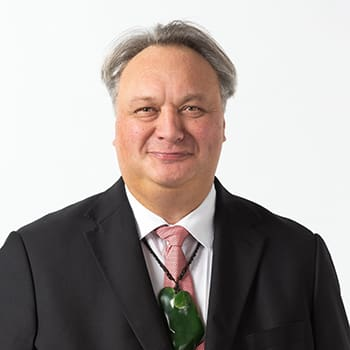
Rino Tirikatene (2020)

Rino Tirikatene (* 1972 in Rangiora, Waimakariri District, Region Canterbury, Neuseeland) ist ein maoristämmiger, neuseeländischer Politiker der New Zealand Labour Party.

## Leben
Tirikatene wurde 1972 in Rangiora geboren. Er erhielt den gleichen Namen wie sein Vater und zählt sich zu den Māori-Stämmen der Ngāi Tahu väterlicherseits und zu den Ngāti Hine im Far North District mütterlicherseits.
Sein Großvater Sir Eruera Tirikatene (1895–1967) und seine Tante Whetu Tirikatene-Sullivan (1932–2011) waren bereits vor ihm Mitglieder des Neuseeländischen Parlaments für die Labour Party.

## Berufliche Karriere
Tirikatene arbeitete als Wirtschaftsanwalt für Simpson Grierson und im Bereich der Māori-Entwicklung. Dazu gehörten Tätigkeiten als privater Berater, als Chief Executive der Federation of Māori Authorities und seine Tätigkeiten für die Te Rūnanga o Ngāi Tahu im Wirtschaftssegment der Meeresfrüchte.

## Politische Karriere
Da Teile aus seiner Familie bereits für die Labour Party politisch aktiv waren, war der Weg für ihn praktisch vorgezeichnet. Im Jahr 2011 kandidierte Tirikatene für das Māori Electorate Te Tai Tonga und gewann, wenn zunächst auch nur knapp. Die folgenden vier Wahljahre konnte er das Electorate immer für sich entscheiden. Doch nach dem schlechten Abschneiden seiner Partei bei den Wahlen im Jahr 2023 verlor auch er mit einem Stimmenanteil von 36,50 % und dem 2. Platz das Direktmandat für den Wahlkreis und konnte nur über den gesicherten Listenplatz 21 seiner Partei wieder ins Parlament einziehen.
| Wahljahr | Direktkandidat  | Stimmen | Partei        | Stimmen |
| -------- | --------------- | ------- | ------------- | ------- |
| 2011     | Rino Tirikatene | 38,68 % | Labour Party  | 37,94 % |
| 2014     | Rino Tirikatene | 41,77 % | Labour Party  | 36,70 % |
| 2017     | Rino Tirikatene | 44,45 % | Labour Party  | 55,80 % |
| 2020     | Rino Tirikatene | 48,89 % | Labour Party  | 58,71 % |
| 2023     | Tākuta Ferris   | 46,80 % | Te Pāti Māori | 44,69 % |

### Staatssekretär in der Regierung Ardern
Mit der Regierungsbildung der zweiten Legislaturperiode von Jacinda Ardern wurde Tirikatene am 2. November 2020 zum Parliamentary Under-Secretary (Staatssekretär) für den Minister for Oceans and Fisheries und den Minister for Trade and Export Growth (Māori Trade) ernannt.

### Ministerämter in der Regierung Hipkins
Mit der Regierungsübernahme durch Chris Hipkins wurden Tirikatene dann folgende Ministerämter übertragen:
| Minister                                      | vom             | bis               |
| --------------------------------------------- | --------------- | ----------------- |
| Minister for Courts                           | 1. Februar 2023 | 27. November 2023 |
| Minister of State for Trade and Export Growth | 1. Februar 2023 | 27. November 2023 |

Quelle: Department of the Prime Minister and Cabinet

### Abschied aus der Politik
Nach der verlorenen Wahl für die Labour Party und dem Verlust seines Wahlkreises erklärte Rino Tirikatene am Freitag, dem 26. Januar 2024, dass er sich mit Wirkung vom 28. Januar 2024, einem Sonntag, ohne großes Aufsehen aus der Politik zurückziehen wolle.